# Spirotropis candollei
Spirotropis candollei är en ärtväxtart som beskrevs av Louis René Tulasne. Spirotropis candollei ingår i släktet Spirotropis och familjen ärtväxter. Inga underarter finns listade i Catalogue of Life.